# Storie di san Bartolomeo
Le storie di san Bartolomeo sono tre dipinti, realizzati con la tecnica dell’affresco da Giovanni Marinoni nella chiesa di San Bartolomeo di Albino. Raccontano il martirio di san Bartolomeo.

## Storia
La bottega della famiglia Marinoni di Desenzano al Serio, ebbe come capostipite Giovanni (1455-1508), proseguendo poi con i figli Antonio che darà un’importante impronta rinascimentale alle realizzazioni artistiche della bottega e Bernardino Marinoni. La chiesa contiene molte opere della famiglia marinoniana e anche di autori ignoti.
Gli affreschi furono eseguiti nel 1492 da Giovanni Marinoni di cui sono documentati lavori presso alcune chiese a Somendenna, in Val Gandino e Casnigo nel 1484 ma che sono andati irrimediabilmente persi. 
La delibera del 23 aprile 1492 conferma la commessa dell'opera dal Consorzio della Misericordia all'artista albinese.

Questa serie di pitture sembrano avere assonanze con affreschi presenti nella chiesa di Sant'Andrea a Mornico al Serio che furono attribuiti a Maffiolo da Cazzano, perché riportano la scritta Mafiolus de Chazano 1477 personaggio forse mai esistito come artista ma solo come committente. Questo porterebbe Giovanni Marinoni, a potenziale esecutore di tali opere.

## Descrizione
Gli affreschi raccontano in modo cruento il martirio e la morte del santo titolare della chiesa. Furono realizzati sulla parte di fronte a quello che era l'originario ingresso, ponendoli all'immediata visione dei fedeli, per avere un forte impatto emotivo.

I dipinti sono posti sulla terza campata della parete ad ovest e si sviluppano su tre scene. 
I tre riquadri appartengono alla cultura arcaica e tardogotica, senza alcuna pretesa di grandi qualità artistiche con inquadrature prospettiche e plasticità, ma ricchi d'icasticità nei gesti e della narrazione che doveva, oltre che raccontare, anche essere d'effetto sui fedeli,

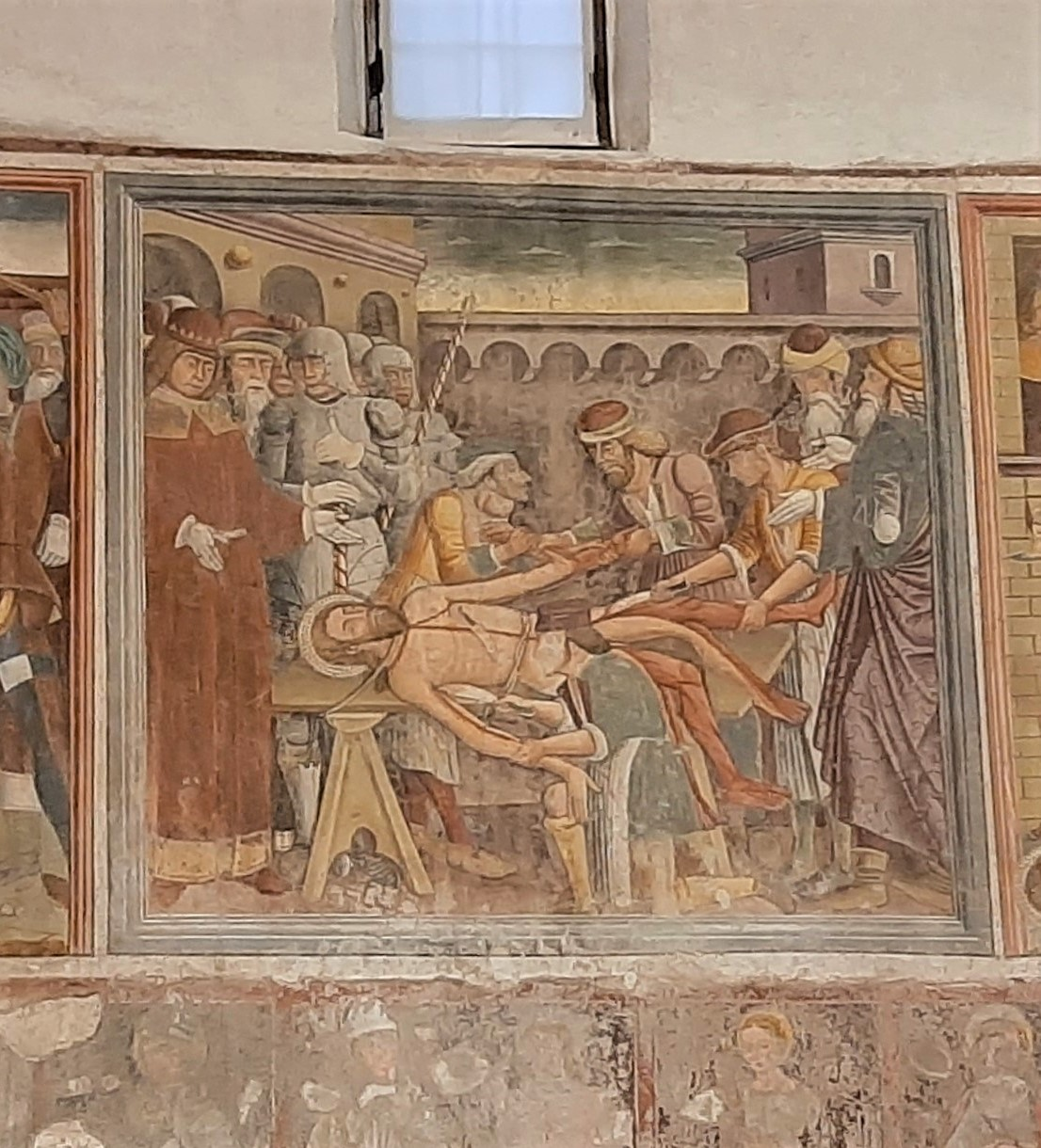
Particolare delle storie di san Bartolomeo

I dipinti raccontano i fatti della vita del santo attraverso le scritture apocrife: Atti armeni di san Bartolomeo, le Memorie apostoliche di Abdia  e tratti dalla Legenda Aurea di Jacopo da Varazze del XIII secolo. I testi raccontano che a causa di alcune sue pratiche di esorcismo subì un duro martirio fino ad essere decapitato pordinato dal re Astiage.
Il primo riquadro illustra il santo, raffigurato nella classica iconografia dai folti capelli neri, mentre viene flagellato alla colonna. La raffigurazione ricorda il martirio di Gesù, e a questo doveva portare l'osservatore. Il secondo raffigura la scena della scarnificazione da vivo con al centro della scena il re Polimio cristianizzato.
Nei volti dei personaggi vi è una forte somiglianza con il ciclo dei Padri della Chiesa della chiesa di Sant'Andrea di Mornico al Serio. Le medesime palpebre pesanti con lo sguardo fisso, i visi larghi; l'anziano posto al centro della scena del martirio è avvicinabile a san Girolamo di Mornico. Peculiare il particolare posto nella scena della Flagellazione di san Bartolomeo nell'armigero che alza il pollice della mano sinistra con il soldato che compie il medesimo gesto nella chiesa della Flagellazione di Cristo nella chiesa di Santa Croce in Val Brembana, quale gesto dispregiativo e osceno.
La vicina chiesa di San Giuliano, presenta una serie di affreschi raffiguranti Il martirio di san Cristoforo attribuibili alla medesima bottega di Desenzano al Serio. La scena del martirio presenta però alcune differenze, in quella della chiesa di San bartolomeo il martire è raffigurato già decapitato, differente è la presentazione in San Giuliano, il santo infatti è genuflesso e l'aguzzino è raffigurato nell'atto di alzare l'arma che eseguirà l'esecuzione.